# Ecopolicyade

Logo der ecopolicyade

Die Ecopolicyade ist ein bundesweites Projekt, das als Schülerwettbewerb auf Basis der von Frederic Vester entwickelten PC-Simulation ecopolicy das kybernetische und vernetzte Denken anregen und fördern soll. Von zwei Lehrern aus Schleswig-Holstein, Hans-Werner Hansen und Wilfried D. John, ins Leben gerufen, existiert die ecopolicyade seit 2005 in Schleswig-Holstein und fand im Jahr 2008 erstmals bundesweit statt. Den ersten Bundessieg sicherte sich im Mai 2009 ein Schülerteam aus Nordrhein-Westfalen, 2011 ein Team aus Brandenburg und 2012 dann das Team aus Schleswig-Holstein. Das Projekt wird seit 2012 von Malik Management St.Gallen AG als internationales Projekt geführt, so z. B. in Österreich, Polen, den Niederlanden, Australien und Vietnam. Seit dem Schuljahr 2013/2014 wird die ecopolicyade in Deutschland und in Österreich nicht mehr ausgetragen.

## Hintergrund – Das Spiel
Bei der rundenbasierten PC-Simulation ecopolicy (erschienen im MCB-Publishing House, München) handelt es sich um eine schematische Darstellung komplexer Zusammenhänge in Politik und Gesellschaft. Das anschaulich illustrierte Spiel lässt sich in drei unterschiedlichen, fiktiven Ländern durchführen, dem Industrieland Kybernetien, dem Schwellenland Kybinnien und dem Entwicklungsland Kyborien. Gemeinsam haben alle drei Staaten, dass man die Geschicke seines Landes durch Investition von Aktionspunkten (die Geld, Macht, Personal, Experten und Ähnliches repräsentieren sollen) lenkt. Allerdings kann man von den acht Wirkungsbereichen nur vier direkt beeinflussen. Um den angestrebten Paradieszustand zu erreichen, also die mit einem verfeinerten Ampelsystem gekennzeichneten Sektoren alle in den tiefgrünen Bereich zu bringen, hat man maximal zwölf Runden Zeit. Es ist jedoch auch möglich, bereits vorher zu gewinnen oder, wenn mindestens ein Bereich ins Dunkelrote gerutscht ist, durch einen Staatsstreich entmachtet zu werden. Daher muss der Spieler oder die Spielerin immer alle Punkte im Auge behalten und sie im Gleichgewicht halten, da einseitige Investitionen schnell zum Scheitern führen.
Wirkungsbereiche
- Politik
- Sanierung direkt beeinflussbar
- Produktion direkt beeinflussbar
- Umwelt
- Aufklärung direkt beeinflussbar
- Lebensqualität direkt beeinflussbar
- Bevölkerungswachstum
- Bevölkerung

Aus den Bereichen Politik, Produktion, Lebensqualität und Bevölkerung errechnen sich die Aktionspunkte für die jeweils nächste Runde.
Die Bereiche wirken sich untereinander mit variabler Stärke aus, so senkt beispielsweise ein extrem geringer Aufklärungswert im Industrieland die Lebensqualität und steigert gleichzeitig die Vermehrungsrate (Allerdings senkt eine sehr geringe Lebensqualität diese wieder ein bisschen, ebenso wie eine sehr hohe. Ist die Lebensqualität im mittleren Bereich, steigert sie dagegen die Vermehrungsrate.) Die Vermehrungsrate wiederum lässt die Bevölkerungszahl ansteigen, was sich bei zu hohen Werten wieder negativ auf die Lebensqualität auswirkt, die ihrerseits negativ auf die Politik wirkt. Dadurch stehen, aufgrund der schlechten Werte in Lebensqualität und Politik, möglicherweise in der nächsten Runde weniger Aktionspunkte zur Verfügung, allerdings erhöht die hohe Bevölkerungszahl diesen Wert ein bisschen.
Sollte die Aufklärung dagegen im Mittelbereich liegen, steigert sie die Lebensqualität und die Vermehrungsrate. Erst im grünen Bereich sorgt sie für ein Einpendeln des Zuwachses auf ein mittleres Niveau und steigert mit höheren Werten die Lebensqualität auch immer weiter.
Die Startwerte (die sich, nachdem man alle Länder einmal zum Pardieszustand geführt hat, vom Spieler ändern lassen) sind von Land zu Land unterschiedlich, ebenso unterscheiden sich die Wirkungen. Um beim obigen Beispiel zu bleiben: Im Entwicklungsland wirken sich Aufklärungs-Werte im mittleren Bereich extrem negativ auf die Lebensqualität aus, was mit der Ablehnung und dem Kampf gegen Missionierung erklärt wird.
Innerhalb jedes Landes kann man, weil das Spiel auch ein "offenes System" darstellt, durch Aktivierung von "Good News" und CBad News", also zufälligen "Ereigniskarten", die negative oder positive Wirkungen auf den Zustand einzelner oder mehrerer Bereiche haben, zusätzliche unerwartete Herausforderungen simulieren.

## Modus
Schülerinnen und Schüler der 7. bis 10. Klassen haben sich für den Wettbewerb gemeldet, müssen dazu sie lediglich ihre Spielergebnisse aus dem Industrieland Kybernetien und dem Schwellenland Kybinnien übermitteln. Gespielt wird, weil die Förderung gemeinsamen Handelns und Sozial- und Teamverhaltens ein wichtiges Ziel des Wettbewerbs ist, in Zweier- oder Dreierteams. Die Software ecopolicy wird allen Schulen vorab zur Verfügung gestellt. Die besten Gruppen wurden zum Regionalentscheid geladen. Dort qualifizierten sich aus den meist acht Teams zunächst die Erstplatzierten. Neben diesen Spitzenteams kamen ebenfalls die landesweit besten Zweiten durch, es gibt also eine "Lucky-Loser-Regel". Alle Teilnehmer am Regionalentscheid wurden mit attraktiven Preisen belohnt. Der Sieger des Entscheids auf Landesebene durften von 2009 bis 2012 am Bundeswettbewerb teilnehmen, die "Podiumsplatzierten" erhalten Geld- oder Sachpreise.
Damit der Bezug zur "echten Politik" hergestellt wird und die Schülerinnen und Schüler die Chancen und vielfältigen Anwendungsmöglichkeiten kybernetischen Denkens aufgezeigt bekommen, waren bei jedem Regional- und Landesentscheid Prominente und Entscheidungsträger aus Wirtschaft, Verwaltung und Politik dabei, die sich ihrerseits an der Simulation versuchten, jedoch selten Punktzahlen erreichen, mit denen sie die Schüler schlagen könnten.

## Geschichte
Nachdem Schülerinnen und Schüler der Hauptschule Malente auf Initiative ihrer Lehrer den Kreistag herausgefordert hatten, traten sie am 12. Mai 2004 gegen ein Team des Kreistags Ostholstein an. Die deutliche Niederlage der Politiker motivierte die Neuntklässler, auch den Landtag herauszufordern. Auch diese Hürde wurde genommen und so stand dem Wettstreit gegen Bundestagsabgeordnete am 19. Januar 2005 nichts mehr entgegen. Erneut unterlagen die Politiker, was dem heute-journal und dem KI.KA einen Bericht wert war und so die mediale Präsenz der Schüler, die es ohnehin mit ihrer einmaligen Aktion bereits durch Radio- und Zeitungsberichte in die Öffentlichkeit geschafft hatten, auf ein vorher nicht erhofftes Niveau brachte.
Die Organisatoren hatten Feuer gefangen und richteten schon im Sommer des Jahres einen landesweiten Wettbewerb aus, an dem alle Schülerinnen und Schüler der Jahrgangsstufen 8.–10. Klasse teilnehmen konnten. Die Software wurde allen Schulen in Schleswig-Holstein zur Verfügung gestellt. Der Wettbewerb wurde von einigen Sponsoren sowie vom Landtag des Landes Schleswig-Holstein, in Person des Landtagspräsidenten, unterstützt, und fand im Kern immer im gleichen Modus statt.
Nach den erfolgreichen Austragungen in Schleswig-Holstein interessierten sich auch andere Bundesländer für das Projekt. Koordiniert vom "ecopolicyade-Büro Maren Hansen", gab es 2007 unter anderem Wettbewerbe in Niedersachsen und Berlin, die von örtlichen Prominenten und Politikern unterstützt wurden und unter der Schirmherrschaft von Klaus Wowereit in Berlin und Christian Wulff in Niedersachsen stattfanden. Der erste Bundessieger wurde am 29. Mai 2009 in Berlin gekürt. Im Jakob-Kaiser-Haus des Bundestages setzten sich damals zwei Schüler aus Nordrhein-Westfalen knapp gegen ihre Konkurrenten aus Schleswig-Holstein und Bayern durch. Mit dabei waren neben Vertretern der Sponsoren auch einige Bundestagsabgeordnete.

## Bundesweiter Wettbewerb 2008/09
Das Motto des mehrere Jahre von der Bundeszentrale für politische Bildung unterstützten Wettbewerbs lautete bei der ersten bundesweiten Austragung "Vernetzt denken, Gegenwart meistern, Zukunft gestalten". Die langjährigen und wichtigen Unterstützer Bettina Hagedorn, Mitglied des deutschen Bundestags, aus deren Wahlkreis die Initiative stammt, und der Lizenzinhaber der Software, Malik Management, dem besonders an der Förderung des verantwortlichen und vernetzten Denkens gelegen ist und das sich der Idee und der Lehre Frederic Vesters verpflichtet fühlt, sind seither existenziell wichtige Stützen der Aktion. Die Rechtinhaberin am Werk Frederic Vesters, Malik Management St.Gallen AG, führt seit 2012 den Wettbewerb auf internationaler Basis durch. Erste Projekte in den Niederlanden, Österreich, Polen, Australien und Vietnam sind erfolgreich gestartet.

### Ergebnisse 2008/09
- Bundesentscheid:

1. Nordrhein-Westfalen (vertreten durch die Theodor-Heuss-Realschule, Bielefeld)
2. Schleswig-Holstein (vertreten durch die Klaus-Harms-Schule, Kappeln)
3. Bayern (vertreten durch das Adam-Kraft-Gymnasium, Schwabach)[1]

- Berlin:

1. Friedensburg-Oberschule
2. Oppenheim-Oberschule
3. Paulsen-Gymnasium

- Bremen:

1. Albert-Einstein-Schule
2. Albert-Einstein-Schule
3. Lerchenschule

- Schleswig-Holstein:

1. Klaus-Harms-Schule, Kappeln
2. Wilhelminenschule, Preetz
3. Realschule Tellingstedt

Sonderpreis für die aktivste Schule: Klaus-Harms-Schule, Kappeln
- Niedersachsen: Felix-Klein-Gymnasium, Göttingen
- Hamburg: Niels-Stensen-Gymnasium
- Mecklenburg-Vorpommern: Friderico-Francisceum-Gymnasium, Bad Doberan
- Brandenburg: Oberschule Rangsdorf
- Nordrhein-Westfalen: Theodor-Heuss-Realschule, Bielefeld
- Hessen: Altes Kurfürstliches Gymnasium Bensheim
- Sachsen-Anhalt: Elisabeth-Gymnasium, Halle
- Sachsen: Max-Klinger-Schule, Leipzig
- Thüringen: Jenaplan-Schule, Jena
- Baden-Württemberg: Comenius-Realschule Wertheim
- Saarland: ERS Bruchwiese, Saarbrücken
- Bayern: Adam-Kraft-Gymnasium, Schwabach
- Rheinland-Pfalz: Friedrich-Ebert-Hauptschule, Landstuhl[2]

### Ergebnisse 2010
Bundesentscheid am 2. Juli 2010  im Marie-Elisabeth-Lüders-Haus des Deutschen Bundestages in Berlin:
1. Nordrhein-Westfalen (vertreten durch die Ursulinenschule, Köln)
2. Schleswig-Holstein (vertreten durch die Klaus-Harms-Schule, Kappeln)
3. Hamburg (vertreten durch das Wilhelm-Gymnasium)
- Baden-Württemberg: Heisenberg-Gymnasiums, Karlsruhe
- Bayern: Louise-Schröder-Gymnasiums, München (Landesentscheid am 28. Juni)
- Berlin: Hermann-von-Helmholtz-Schule, Berlin-Neukölln
- Brandenburg: Emil-Fischer-Gymnasium, Schwarzheide (Landesentscheid am 7. Juni 2010)
- Bremen: Oberschule an der Lerchenstraße (Landesentscheid am 13. April 2010)
- Hamburg: Wilhelm-Gymnasium
- Hessen: Altes Kurfürstliches Gymnasium, Bensheim
- Mecklenburg-Vorpommern: Frederico-Francisceum-Gymnasium, Bad Doberan
- Niedersachsen: HEG, Uelzen
- Nordrhein-Westfalen: Ursulinenschule, Köln (Landesentscheid am 21. Juni)
- Rheinland-Pfalz: Gymnasium auf dem Asterstein, Koblenz
- Saarland: Gesamtschule Riegelsberg
- Sachsen-Anhalt: Christian-Wolff-Gymnasium, Halle/Saale
- Sachsen: Gymnasium Luisenstift, Radebeul (Landesentscheid am 24. Juni 2010)
- Schleswig-Holstein: Klaus-Harms-Schule, Kappeln (Landesentscheid am 14. Juni 2010)
- Thüringen: Wegen der frühen Ferien haben die Thüringer Schulen auf eine Teilnahme an dem Bundesentscheid verzichtet.

## Ergebnisse 2011
Bundesentscheid am 1. Juli 2011 in Berlin:
1. Brandenburg (vertreten durch das Emil-Fischer-Gymnasium, Schwarzheide)
2. Hamburg (vertreten durch das Niels-Stensen-Gymnasium)
3. Sachsen (vertreten durch das Gymnasium Luisenstift, Radebeul) und Schleswig-Holstein (vertreten durch die Klaus-Harms-Schule, Kappeln)
- Baden-Württemberg: Heisenberg-Gymnasium, Karlsruhe
- Bayern: Gymnasium Miesbach
- Berlin: Albrecht-Dürer-Gymnasium, Neukölln
- Brandenburg: Emil-Fischer-Gymnasium, Schwarzheide
- Bremen: Albert-Einstein-Oberschule, Bremen
- Hamburg: Niels-Stensen-Gymnasium, Harburg
- Hessen: Altes Kurfürstliches Gymnasium Bensheim
- Mecklenburg-Vorpommern: Frederico Franciceum, Bad Doberan
- Niedersachsen: IGS Fürstenau
- Nordrhein-Westfalen: Inda-Gymnasium, Aachen
- Rheinland-Pfalz: hat auf eine Teilnahme am Bundesentscheid verzichtet.
- Saarland: GeS Riegelsberg
- Sachsen: Gymnasium Luisenstift Radebeul
- Sachsen-Anhalt: Ganztagsschule Burgbreite
- Schleswig-Holstein: Klaus-Harms-Schule Kappeln
- Thüringen: Lobdeburgschule, Jena
- Als Gastteam aus Österreich: HAK Tamsweg

## Ergebnisse 2012
Bundesentscheid am 27. April 2012 in Berlin:
1. Schleswig-Holstein (vertreten durch die Klaus-Harms-Schule, Kappeln)
2. Berlin (vertreten durch das Albrecht-Dürer-Gymnasium, Neukölln)
3. Sachsen (vertreten durch das Gymnasium Luisenstift, Radebeul)
- Baden-Württemberg: Heisenberg-Gymnasium, Karlsruhe
- Bayern: Mittelschule Walliser Straße, München
- Berlin: Dürer-Gymnasium, Neukölln
- Brandenburg: Emil-Fischer-Gymnasium, Schwarzheide
- Bremen: Albert-Einstein-Oberschule, Bremen
- Hamburg: Niels-Stensen-Gymnasium, Harburg
- Hessen: Altes Kurfürstliches Gymnasium Bensheim
- Mecklenburg-Vorpommern: Frederico Franciceum, Bad Doberan
- Niedersachsen: Gehrdener Oberschule
- Nordrhein-Westfalen: Theodor-Heuss-Realschule, Bielefeld
- Rheinland-Pfalz: Gymnasium auf dem Asterstein, Koblenz
- Saarland: GeS Riegelsberg
- Sachsen: Gymnasium Luisenstift Radebeul
- Sachsen-Anhalt: Ganztagssekundarschule "Burgbreite", Wernigerode
- Schleswig-Holstein: Klaus-Harms-Schule Kappeln
- Thüringen: Lobdeburgschule, Jena